# Association HQE
L'association HQE (devenue Alliance HQE-GBC France) est une association française à but non lucratif créée en 1996 et reconnue d'utilité publique en 2004. Elle a pour but d'inscrire la construction de bâtiments dans un projet de développement durable (haute qualité environnementale). L'association est dirigée par des représentants de l'industrie du bâtiment. La présidente, Marjolaine Meynier-Millefert, est également députée Renaissance de l'Isère.

## Histoire
L'association HQE a été créée en octobre 1996 par les pouvoirs publics : l'Agence de l'environnement et de la maîtrise de l'énergie (Ademe), l'Agence régionale de l'environnement et des nouvelles énergies (Arene), le Centre scientifique et technique du bâtiment (CSTB), la direction de la Nature et des Paysages au ministère de l'Environnement, la direction de l'Habitat et de la Construction au ministère du Logement, le Plan Construction et Architecture (PCA) ; et des partenaires privés : l'Association des industries de produits de construction (AIMCC) et la Fédération nationale du bois (FNB).
Après avoir été reconnue d'utilité publique en janvier 2004, elle met en place la certification « NF ouvrages - Démarche HQE » le 13 février 2004 par la signature d'une convention avec AFNOR Certification. L'année suivante est publié au Journal officiel le premier référentiel de certification pour les bureaux et bâtiments d'enseignement : « NF Bâtiments tertiaires - Démarche HQE ».
En 2007, l'association prend part aux travaux du Grenelle Environnement. En 2011, elle participe à la fondation de France GBC, la branche française de World Green Building Council.
En 2016, l'association HQE et France GBC fusionnent et Philippe Van de Maele est chargé de prendre la présidence de cette nouvelle entité.
En 2017, l'association annonce son nouveau nom : Alliance HQE-GBC France,.
En juin 2020, Estelle Reveillard est nommée directrice de l'alliance HQE-GBC.
En septembre 2023, Rachel Chermain remplace Estelle Réveillard en tant que directrice.

## Activité de lobbying
L'association HQE-GBC est inscrite dans le répertoire des représentants d’intérêts de la Haute Autorité pour la transparence de la vie publique (HATVP) pour ses actions de lobbying. En 2021, elle déclare intervenir auprès du gouvernement pour « participer à la mise à jour des textes réglementaires liés à l’utilisation et à la vérification des données environnementales ».

## Organisation
Depuis mars 2021, la présidence est détenue par Marjolaine Meynier-Millefert. Elle a succédé à Philippe Van de Maele, directeur de cabinet de Christophe Béchu, ministre de la transition écologique.
| Portrait                              | Identité                                   | Période        | Période        | Durée           |
| Portrait                              | Identité                                   | Début          | Fin            | Durée           |
| ------------------------------------- | ------------------------------------------ | -------------- | -------------- | --------------- |
| Michel Havard                         | Michel Havard (né en 1967)                 | 2009           | septembre 2016 | 7 ans           |
| Philippe Van de Maele, 17 avril 2012. | Philippe Van de Maele (né en 1961)         | septembre 2016 | mars 2021      | 4 ans et 6 mois |
| Marjolaine Meynier-Millefert          | Marjolaine Meynier-Millefert (née en 1982) | mars 2021      |                |                 |